# Kimi shika iranai
 Kimi shika iranai (君しかいらない lit. Solamente tú?) es una serie de manga escrita e ilustrada por Wataru Yoshizumi. Fue publicada entre los años 1996 y 1997. 

## Argumento
Akane es una joven común y corriente que se cambia de escuela y conoce a Atsumu, un joven callado y simpático. Él se enamora de Akane, pero es muy tímido y no se atreve decírselo. Un día la sigue y ve a Akane hablando con un hombre mayor, y escucha algo terrible: Akane está divorciada de ese hombre, Ryoichi, pero él quiere volver con ella. Aterrado, Atsumu no puede creer lo que oye, pero trata de consolar a Akane tras el engaño de su exmarido e intenta ser su amigo, soñando con que el destino los una en un futuro.

## Personajes
- Akane Kurihara: Con solo 16 años ya está divorciada de un médico que la atendió cuando ella enfermó. Se enamoraron y Akane lo dejó porque él tuvo una aventura con otra chica. Ahora trata de vivir la vida estudiando como una chica normal.

- Atsumu Totoki: Este chico se enamora a primera vista de Akane, son compañeros de escuela. Él se entera de que Akane es divorciada pero aun así trata de ser su amigo.

- Moe Kurihara: Es la hermana pequeña de Akane, una niña simpática y muy tierna, pero que comprende perfectamente los sentimientos de los adultos y los problemas de su hermana. Ayuda a Atsumu a conquistar a Akane.

- Motomu Totoki: El hermano pequeño de Atsumu, que por casualidad va la misma guardería junto con Moe. Siempre pelean y compiten para ver quien es el mejor.

- Kyoichi Kikkawa: Médico y exmarido de Akane, intenta todo por volver con ella y utiliza todos los métodos, incluso soborna a la pequeña Moe por un peluche para conseguir el teléfono de Akane.

- Datos: Q1108583